# Von Campenhausen

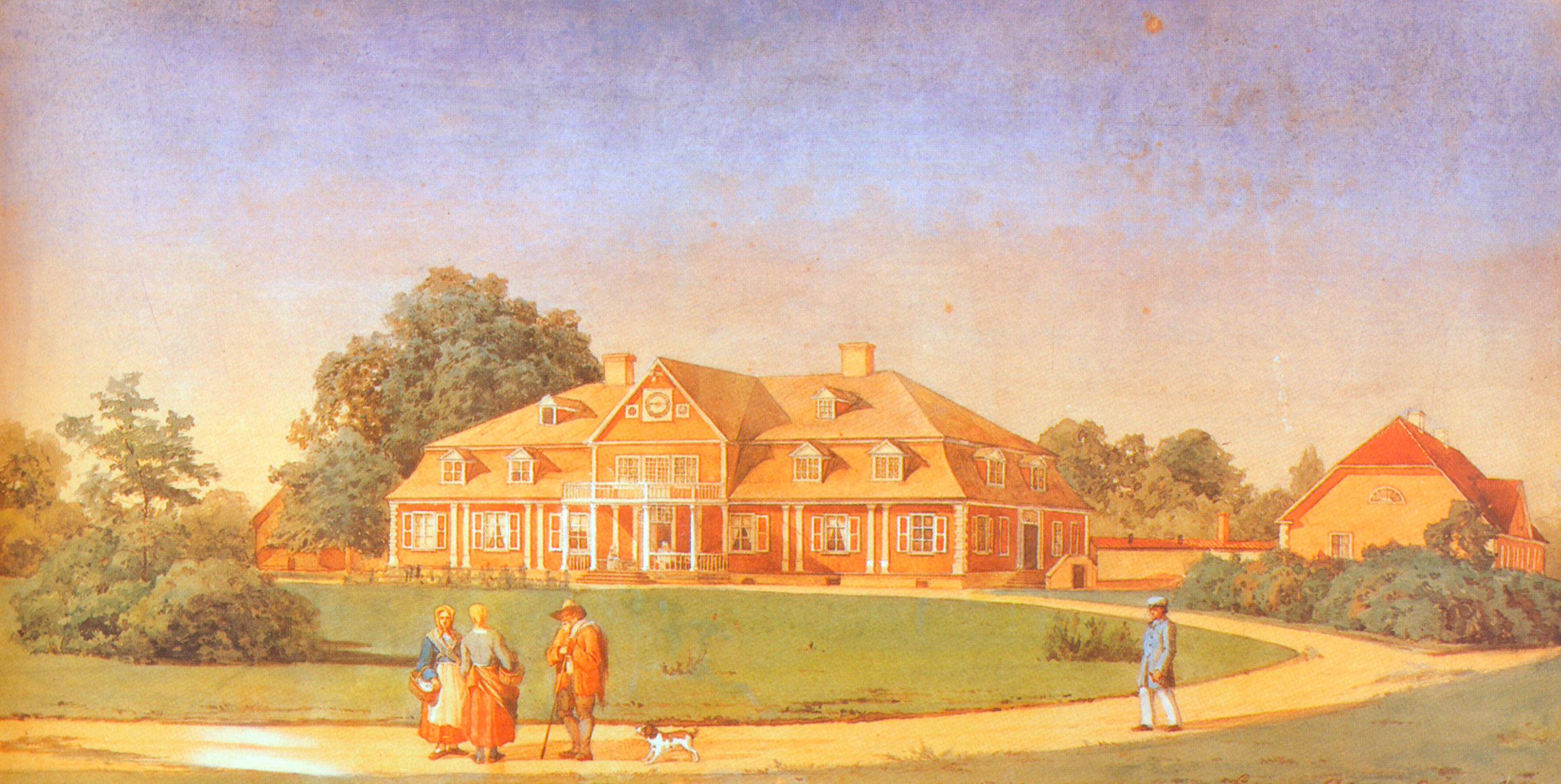
Ungurmuiža herrgård ägdes av von Campenhausen 1728–1920.

von Campenhausen (lettiska: Kampenhauzeni; ryska: Кампенгаузен) är en balttysk och svensk adelsätt. Enligt traditionen en adelsätt som ska härstamma från Spanska Nederländerna, nämnd i sköldebrevet från år 1675.

## Historik
Namnet förekommer i Riga redan år 1492. Den äldsta kände stamfader är köpmannen i Lübeck, Herman Kamphusen d.ä. som levde år 1595. Hans son Herman Kamphusen/Camphausen d.y. (död 1655/6) sökte 5 oktober år 1622 burskap i Stockholm, där han mellan 1627–1651 framträdde som köpman och en av borgerskapets äldste, samt blev 1653 inspektor över Stora sjötullen i Västervik.
Hans son, kaptenen vid fortifikationen sedermera översten och chefen för Österbottens regemente och vice kommendanten i Riga, Johan Herman von Campenhausen (1642–1705), adlades den 27 september år 1675 med (adelsrenovationsdiplom) i Uppsala av Karl XI med namnet von Campenhausen. Han introducerades samma år den 22 september under nuvarande nummer 881. En annan gren av släkten introducerades med nummer 816 år 1672.
Johan Herman son, Balthasar von Campenhausen (1689–1758), blev rysk överkammarherre och generallöjtnant upphöjd i svensk friherrlig värdighet den 11 juni år 1744 i palatset i Stockholm av Fredrik I men introduktion har aldrig tagits i denna värdighet. Detta innebär ändå att samtliga ättemedlemmar är friherrar och friherrinnor.
Ätten var sedan 1700-talets början spridd över Östersjöprovinserna, företrädesvis i Livland och introducerades år 1747 på Riddarhuset i Riga som nummer 91 bland friherrar och som nummer 92 bland adelsmän. Tydligare under ryskt erkännande den 7 december år 1854 enligt senatsukas nummer 10.002 av rättigheten att föra barontitel.
Idag är ättemedlemmarna i huvudsak bosatta i Tyskland. Dock hade två medlemmar av ätten den 6 oktober 1960 respektive 15 november 1961 återvunnit representationsrätt på Sveriges Riddarhus för att sedan åter sluta ätten i Sverige på svärdssidan den 5 juni år 2020.

## Blasonering
| ”                                     | En sköld af Silfwer-bottn, hwaruti står ett gamalt rödt Slott eller Mur med en tillstängd Port af träfärga, och twenne Torn på et grönt berg; utur Slottet komma twå Pihlar och en går in åth, pihlarne äro guhle med Ståhlspitzar. Ofwan på Skölden och öpne Tornerehielmen står en grön Lohrbär Crantz, nedan före och under öpningen hänger et Clenod; utur hielmen upstiga twenne med röde band bebundne stridande och med blod bestänckte armar, hållandes i hwardera handen en pihl af lika färga med de i Skölden stående: hielmtäcket eller löfwärket är utan på rödt och inuti af hwit damast, frantzarne omkring röde och hwite, täcket upbundit med et rödt flygande band och twenne derwid hängande röde och hwite qwastar, aldeles som Wapnet står här afsat med sine färgor. | „ |
| – Sköldebrevsavskrifter, RHA, 10:030. | |   |

## Personer med efternamnet von Campenhausen
- Bodo von Campenhausen (1898–1988), tecknare
- Balthasar von Campenhausen (1689–1758), militär